# Mount Mawson
Mount Mawson är ett berg i Australien. Det ligger i regionen Derwent Valley och delstaten Tasmanien, i den sydöstra delen av landet, omkring 62 kilometer väster om delstatshuvudstaden Hobart. Toppen på Mount Mawson är 1 320 meter över havet, eller 184 meter över den omgivande terrängen. Bredden vid basen är 1,00 km.
Trakten runt Mount Mawson är nära nog obefolkad, med mindre än två invånare per kvadratkilometer.. Närmaste större samhälle är Ellendale, omkring 12 kilometer nordost om Mount Mawson.
I omgivningarna runt Mount Mawson växer i huvudsak städsegrön lövskog. Genomsnittlig årsnederbörd är 1 164 millimeter. Den regnigaste månaden är september, med i genomsnitt 142 mm nederbörd, och den torraste är februari, med 49 mm nederbörd.